# Selenia basireducta
Selenia basireducta är en fjärilsart som beskrevs av Barend J. Lempke 1970. Selenia basireducta ingår i släktet Selenia och familjen mätare. Inga underarter finns listade.